# カイロス (ロケット)
カイロス（KAIROS）は日本の衛星打ち上げ用ロケットである。民間企業スペースワンの開発した自社事業用のロケットで、小型衛星の打ち上げを目的とする。
「大型の衛星を少数打上げるのではなく小型の衛星を大量に打上げるという発想」をもとに、「契約から打上げまでの「世界最短」と打上げの「世界最高頻度」をめざす」小型軽量のロケットである。動力に固体燃料を使うことで発射までの準備期間を短縮し、衛星の受け取りから4日で発射することを可能にした。また効率化のため、GO/NOGO判断などの管制手順を自動化したほか、異常発生時の指令破壊も機体に自動で判断させることで、打ち上げの省人化を実現している。
なお、ロゴは「https://www.j-platpat.inpit.go.jp/c1801/TR/JP-2021-155616/40/ja」である。

## 名称
ロケットは「Kii-based Advanced & Instant ROcket System」の頭文字からKAIROSと命名された。
カイロスはギリシャ神話に登場する「時間」および「機会」の神。同社は「世界で最も契約から最短で、頻繁にロケットを打ち上げる」宇宙輸送サービスを目指していて、「時間を味方に市場を制する」との意思を示したという。また、カイロスにはギリシャ語で「チャンス」の意味があり、好機をとらえて事業を成功に導くという思いも込めた。

## 製造
キヤノン電子が駆動系や電子制御に関わる部品の一部を供給し、群馬県富岡市にあるIHIエアロスペースの富岡事業所で製造される。

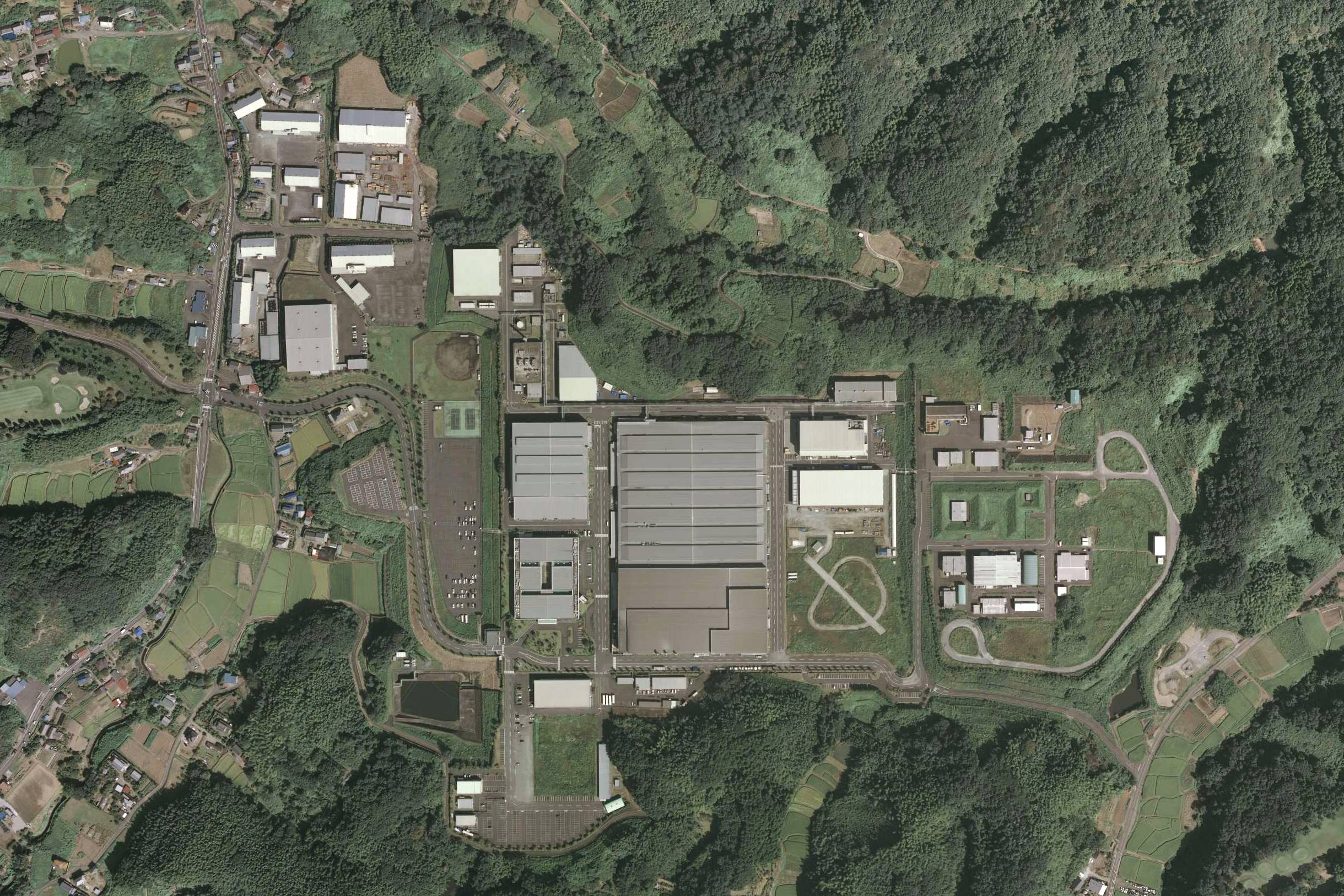
IHIエアロスペース富岡事業所（国土地理院撮影）

## 構成と諸元

### 諸元
|             | 主要諸元一覧                     | 主要諸元一覧                     | 主要諸元一覧                     | 主要諸元一覧                     |
| ----------- | -------------------------------- | -------------------------------- | -------------------------------- | -------------------------------- |
| 全長        | 約18m                            | 約18m                            | 約18m                            | 約18m                            |
| 直径        | 代表径 1.35m フェアリング径 1.5m | 代表径 1.35m フェアリング径 1.5m | 代表径 1.35m フェアリング径 1.5m | 代表径 1.35m フェアリング径 1.5m |
| 全備重量    | 約23トン                         | 約23トン                         | 約23トン                         | 約23トン                         |
| 段数(Stage) | 第1段                            | 第2段                            | 第3段                            | 軌道修正用PBS                    |
| 推進系      | 固体燃料モータ                   | 固体燃料モータ                   | 固体燃料モータ                   | １液式液体エンジン               |
| 燃焼時間    | 約90秒                           | 約70秒                           | 約60秒                           | -                                |

### 構成
フェアリングはミッションに合わせ4種の構成が計画されている。
| 名称                     | 衛星搭載機数                  |
| ------------------------ | ----------------------------- |
| シングルローンチ         | 1機                           |
| デュアルローンチ         | 2機                           |
| マルチローンチ           | 主衛星1機＋キューブサット数機 |
| キューブサットクラスター | キューブサット多数            |

### 能力増強型
第3段エンジンを固体ロケットから3t級メタンエンジンに変更し、軌道投入能力の向上を図った「カイロス増強型」が開発されている。打ち上げ能力は高度500kmの太陽同期軌道に250kgとしている。

### 射場
和歌山県東牟婁郡串本町（敷地の一部は那智勝浦町）に位置するスペースポート紀伊（SPACE PORT Kii）から発射される。射場の選定理由は、工場から陸路で運べる可能な限り南の場所であり、ロケットの打ち上げ方向である南や東に開けており、その先がすぐ無人の太平洋であること、そして地元が協力的だったことがあげられる。

## 打ち上げ

### 初号機
令和3年（2021年）度中の打ち上げを目標としていたが、新型コロナウイルス感染症の蔓延やロシアによるウクライナ侵攻の影響で部品調達が遅れ、4度にわたって延期された。
2024年（令和6年）3月9日に、内閣衛星情報センターの短期打上型小型衛星を搭載しての打ち上げが予定された。当日午前6時半、11時1分12秒の打ち上げの実行を判断したが、直前に予定時間を変更。11時17分12秒打ち上げとされたが、警戒区域に船舶が侵入し、速やかな退去がなされなかったため、打ち上げは「JST:3月13日11時1分12秒」へ延期となった。
2024年3月13日11時1分、スペースポート紀伊より発射されたものの、数十メートル上昇したのちに爆発を起こし、打ち上げは失敗となった。山中に落下した破片により周辺では火災が発生し、木々などが焼けた。発射施設に大きな損傷はなく、焼損面積は山林やロケットの残骸を含め約980平方メートル。スペースワンは「飛行中断措置が行われた」と発表している。
打ち上げ失敗の原因
スペースワンは2024年8月25日の会見で初号機の失敗について、事前の固体燃料サンプルの分析を元にした推力の予測よりも実際の第1段ロケットの推力が数%不足しており、設定していた飛行正常範囲から外れたことをロケットが検知して自律破壊に至ったと説明した。また、自律破壊をしなければ正常に飛行した可能性が高いとしている。2号機では推進系等の機体側の設計変更はせず、飛行正常範囲の設定を見直すとしている。

### 2号機
ペイロードはマイクロサット1基、3Uのキューブサット4基の計5基とし、うち4基について輸送サービス契約相手はSpace Cubics、台湾国家宇宙センター（TASA）、テラスペース、ラグラポ（広尾学園中学校・高等学校の衛星打上げを支援）、1基については契約相手を非公開とした。
打ち上げ日時は当初2024年12月14日午前11時から午前11時20分の予定だったが、高度10km以上の風速が規定よりも大きく、ロケットに過大な加重がかかることなどから当日になって延期判断、再設定された15日も発射場上空の強風を理由に再度延期された。
2024年12月18日、午前11時00分00秒(JST)に打ち上げられたが、打ち上げから80秒（1分20秒）後ごろから第1段エンジンのノズルの駆動制御に異常が生じて機体姿勢も異常となり、映像からもロケットの排煙が螺旋を描くように飛行した。それ以降も飛行は継続し、141秒（2分21秒）後に第1段を分離、142秒（2分22秒）後に第2段燃焼開始、158秒（2分38秒）後にフェアリング分離の実施が確認されている。187秒（3分7秒）後に飛行経路が限界を超えたことからロケットの機体は飛行中断措置として自律破壊された。到達高度は110.7km。
打ち上げ失敗の原因
スペースワンは、異常となったノズル部分は燃焼試験や単体試験でも異常は見られなかったとしている。第2段エンジンには、第1段の燃焼中に生じた飛行経路のズレを修正するほどの制御能力がなく飛行経路の逸脱に至った。打ち上げ後の記者会見では、ノズルが異常となった原因についてはこれから調査すると説明した。

### 打ち上げ履歴・予定の一覧
| No.         | 打ち上げ 日時(UTC)       | 結果    | 打ち上げ場所       | ペイロード                 | 衛星概要 | 軌道 | 備考 |
| ----------- | ------------------------ | ------- | ------------------ | -------------------------- | --- | ---- | --- |
| F1 (初号機) | 2024年 3月13日 02:01:12  | 失敗    | スペースポート紀伊 | CSICE (短期打上型小型衛星) | 情報収集衛星の代替システムの実証研究。                                                                                                  | 不明 | リフトオフの5秒後に空中で「自立飛行安全システム」が破壊指令を出したため爆発しスペースポート紀伊の敷地内に墜落した。 |
| F2 (2号機)  | 2024年 12月18日 02:00:00 | 失敗    | スペースポート紀伊 | テラスペース (TATARA-1)    | ｢軌道上サービス｣の実証試験。JAXAの衛星レーザ測距用小型リフレクター｢Mt.Fuji｣や、醐寺塔頭菩提寺の依頼による”宇宙寺院”｢劫蘊寺｣などを搭載。 | 不明 | CubeSat4機と超小型衛星1機を搭載。リフトオフから187秒後にミッションの達成が困難と判断され、飛行中断措置。            |
| F2 (2号機)  | 2024年 12月18日 02:00:00 | 失敗    | スペースポート紀伊 | Space Cubics (SC-Sat1)     | 衛星用コンピューター｢SC-OBC Module A1｣の耐障害性能を軌道上実証。                                                                        | 不明 | CubeSat4機と超小型衛星1機を搭載。リフトオフから187秒後にミッションの達成が困難と判断され、飛行中断措置。            |
| F2 (2号機)  | 2024年 12月18日 02:00:00 | 失敗    | スペースポート紀伊 | TASA (PARUS-T1A)           | 学生のための教育用衛星。電波伝送実験。                                                                                                  | 不明 | CubeSat4機と超小型衛星1機を搭載。リフトオフから187秒後にミッションの達成が困難と判断され、飛行中断措置。            |
| F2 (2号機)  | 2024年 12月18日 02:00:00 | 失敗    | スペースポート紀伊 | ラグラポ (ISHIKI)          | 広尾学園中学校・高等学校の学生による衛星製造。光通信によるメッセージ伝送。                                                              | 不明 | CubeSat4機と超小型衛星1機を搭載。リフトオフから187秒後にミッションの達成が困難と判断され、飛行中断措置。            |
| F2 (2号機)  | 2024年 12月18日 02:00:00 | 失敗    | スペースポート紀伊 | 他1社                      | 未公表 | 不明 | CubeSat4機と超小型衛星1機を搭載。リフトオフから187秒後にミッションの達成が困難と判断され、飛行中断措置。            |
| F3 (3号機)  | 2026年度                 | Planned | スペースポート紀伊 | Space BD                   | Space BDが防衛省から受託した事業。キヤノン電子が防衛省から受注し開発する「多軌道観測実証衛星」の低軌道への打ち上げ。                    | 不明 | 2025年3月31日にSpace BDは防衛省と「多軌道観測実証衛星の打上げ」事業の締結をした。                                   |

## 各国の小型ロケットとの比較
| ロケット         | 国・機関       | 成功/打ち上げ | 成功率 | 費用                | 打ち上げ能力 LEO | 1kgあたりの費用 LEO 500km |
| ---------------- | -------------- | ------------- | ------ | ------------------- | ---------------- | ------------------------- |
| カイロス         | スペースワン   | 0/2           | 0 %    | -                   | 250 kg           | -                         |
| イプシロン強化型 | JAXA           | 4/5           | 80 %   | 45億円（3号機時点） | 1500 kg          | 300万円/kg                |
| エレクトロン     | ロケット・ラボ | 50/54         | 92.6 % | 約8億円（推定）     | 300 kg           | 約267万円/kg              |
| ロケット3        | アストラ       | 2/8           | 25 %   | 約3.9億円           | 150 kg           | 約260万円/kg              |
| ミノタウロスI    | アメリカ合衆国 | 13/13         | 100 %  | 約47.2億円          | 580 kg           | 約813万円/kg              |
| 開拓者1号        | 中国           | 0/2           | 0%     | -                   | 100 kg           | -                         |
| 谷神星1号        | 星河動力       | 15/16         | 93.8%  | 約7億円             | 300 kg           | 約230万円/kg              |
| 快舟1号A         | 中国           | 25/27         | 92.6%  | 約9.3億円           | 300 kg           | 約310万円/kg              |
| 双曲線1号        | i-Space        | 3/7           | 42.9 % | 約7.6億円           | 520 kg           | 約146万円/kg              |
| 長征11号         | 中国           | 17/17         | 100 %  | 約11.3億円          | 700 kg           | 約162万円/kg              |
| シャヴィト       | IAI            | 10/12         | 83 %   | -                   | 350-800 kg       | -                         |